# Henry Dundas, 1:e viscount Melville
Henry Dundas, 1:e viscount Melville, född den 28 april 1742 i  Edinburgh, död den 28 maj 1811,  var en skotsk statsman, son till Robert Dundas den yngre, far till Robert Dundas, 2:e viscount Melville.
Dundas blev 1766 solicitor general och 1775 lordadvokat för Skottland och invaldes 1774 i underhuset, vilket han tillhörde till 1802, då han upphöjdes till peer med titeln viscount Melville och baron Dunira. Som medlem av lord Norths, Rockinghams, Shelburnes och Pitts ministärer blev Dundas den mäktigaste mannen i Skottland genom sitt inflytande på ämbetstillsättningarna och medelbart på parlamentsvalen. 
Lordadvokatsysslan innehade han till 1783, året förut hade han blivit skattmästare för flottan, och hans förtrogne vän, William Pitt den yngre, gjorde honom 1791 till inrikesminister, 1794 till krigsminister och (vid sidan därav) 1800 till sigillbevarare för Skottland. Som krigsminister planerade Dundas 1801 expeditionen till Egypten. 
Han var därjämte 1784-93 medlem i och 1793-1801 president för den av Pitt nyskapade kontrollkommissionen (Board of control) för indiska angelägenheter och inlade i dessa befattningar stor förtjänst om det brittisk-ostindiska väldets förvaltning. Bland annat verkade han för George Macartneys ambassad till Kina 1793.
Med Pitt avgick Dundas 1801, men blev 1804 i dennes nya ministär förste amiralitetslord (sjöminister). Hans sjuåriga förvaltning av flottans finanser (1783-90) underkastades emellertid 1805 en skarp granskning, vilken ledde till Dundas nödtvungna avskedstagande från alla sina ämbeten samma år och hans inställande (genom impeachment) inför lordernas domstol. 
Visserligen frikändes han av överhuset i juni 1806, i ett par punkter dock med svag majoritet, men hans vårdslösa handhavande av allmänna medel hade under rättegången tillräckligt brännmärkts för att för framtiden göra honom omöjlig i det politiska livet. 1807 återinsattes han emellertid i Privy council.